# Общегеографический региональный атлас (439 ЦЭВКФ)
«Общегеографический региональный атлас» — серия атласов регионов России, которую издавала 439-я Центральная экспериментальная военно-картографическая фабрика (439 ЦЭВКФ, бывшая фабрика имени Дунаева) Министерства обороны Российской Федерации. Основной масштаб атласов — 1:200 000 (в 1 сантиметре — 2 километра). Последние атласы вышли в 2006—2007 годах, незадолго до сворачивания мощностей и окончательного расформирования 439 ЦЭВКФ в 2009 году.

## Атласы серии
1. Архангельская область. Ненецкий автономный округ: карта региона: М 1:500 000, карты Новой Земли, Земли Франца-Иосифа, Соловецких островов, планы городов Архангельска, Северодвинска, Новодвинска: М 1:40 000 (2006) ISBN 5-89644-052-7, ISBN 978-5-93341-052-2
2. Астраханская область: карта области: М 1:200 000, план города Астрахани: М 1:50 000 (1997, 2003)
3. Республика Башкортостан: карта республики: М 1:200 000, план города Уфы: М 1:30 000, 1:50 000 (1999) ISBN 5-93341-010-1, ISBN 978-5-93341-010-2
4. Белгородская область: карта области: М 1:200 000, план города Белгорода: М 1:20 000 (2000)
5. Брянская область: карта области: М 1:200 000, схематический план города Брянска (1996, 2000)
6. Владимирская область: карта области: М 1:200 000, планы городов: Владимир: М 1:25 000, Гусь-Хрустальный: М 1:28 500, Ковров: М 1:28 500, Муром: М 1:23 800, Суздаль: М 1:17 000 (2002) ISBN 5-93341-031-4, ISBN 978-5-93341-031-7
7. Волгоградская область: карта области: М 1:200 000, план города Волгограда (центр) (1997, 2000)
8. Вологодская область: карта области: М 1:200 000, план города Вологды: М 1:17 000, план города Череповца: М 1:14 000 (2001) ISBN 5-93341-022-5, ISBN 978-5-93341-022-5
9. Воронежская область
10. Ивановская область: карта области: М 1:200 000, план города Иваново: М 1:20 000 (1997, 2001)
11. Калининградская область: карта области: М 1:100 000, план города Калининграда: М 1:20 000, план города Светлогорска (врезка), план города Зеленоградска (врезка) (2004) ISBN 5-89644-047-0, ISBN 978-5-93341-047-8
12. Калужская область: карта области: М 1:200 000, план города Калуги: М 1:28 000 (1998, 2002) ISBN 5-93341-011-X, ISBN 978-5-93341-011-9
13. Республика Карелия
14. Кировская область: карта области: М 1:200 000, план города Кирова (1998, 2000)
15. Республика Коми: карта республики: М 1:500 000, план города Сыктывкара: М 1:26 000 (2007) ISBN 5-93341-051-9, ISBN 978-5-93341-051-5
16. Костромская область: карта области: М 1:200 000, план города Костромы (1997)
17. Краснодарский край. Республика Адыгея: карта региона: М 1:200 000, планы городов: Анапа (врезка), Большой Сочи, Геленджик (врезка), Ейск (врезка), Краснодар, Майкоп, Новороссийск (врезка), Сочи (врезка), Туапсе (врезка): М 1:27 000—1:65 000 (1996, 2001) ISBN 5-93341-013-6, ISBN 978-5-93341-013-3
18. Курганская область: карта области: М 1:200 000, планы городов Кургана и Шадринска: М 1:20 000 (2003) ISBN 5-93341-025-X, ISBN 978-5-93341-025-6
19. Курская область: карта области: М 1:200 000, план города Курска: М 1:25 000 (1993, 1999) ISBN 5-933410-02-0, ISBN 978-5-933410-02-7
20. Липецкая область. тираж 15 000 экз. (1997, 2006)
21. Республика Марий Эл: карта республики: М 1:200 000, план города Йошкар-Олы: М 1:20 000 (2003) ISBN 5-93341-023-3, ISBN 978-5-93341-023-2
22. Республика Мордовия: карта республики: М 1:200 000, план города Саранска: М 1:30 000 (2001) ISBN 5-93341-019-5, ISBN 978-5-93341-019-5
23. Москва и Московская область ISBN 5-93341-029-2 ISBN 978-5-93341-029-4
24. Московская область и райцентры М 1:200 000 планы городов и посёлков Подольска,Воскресенска,Павловский Посад.Сергиев Посад,Серпухова,Щёлково,Балашиха,Видное,Домодедово,Егорьевск,Красногорск.Одинцово,Пушкино,Солнечногорска,Ступино,Чехова,Зарайска,Лотошино,Луховицы,Истры,Можайска,Озёр,Рузы,Серебряных Прудов,Талдома,Шатуры.Шаховской М 1:25 000 Коломны М 1:33 000 Люберцы,Мытищи,Химки,Дмитров,Клин,Раменское М 1:23 000 Ногинск,Кашира,Волоколамск М 1:31 000 Балашиха,Наро-Фоминск М 1:26 000 Орехово-Зуево М 1:28 000 Схема ближнего автобусного сообщения,Схема дальнего автобусного сообщения,Схема пригородного железнодорожного сообщения. ISBN 5-93341-030-6 ISBN 978-5-93341-030-0 (Издание 1-е 2002 г. Заказ 420-Д Тираж 10 000 экз. 112 листов)
25. Мурманская область: карта области: М 1:200 000, 1:500 000, план города Мурманска: М 1:20 000 (2007) ISBN 5-93341-070-5, ISBN 978-5-93341-070-6
26. Нижегородская область: карта области: М 1:200 000, план города Нижнего Новгорода (1997, 2000) ISBN 5-933410-03-9, ISBN 978-5-933410-03-4
27. Новгородская область: карта области: М 1:200 000, схематический план Новгорода (1997, 2001)
28. Оренбургская область: карта области: М 1:200 000, план города Оренбурга: М 1:60 000 (1999) ISBN 5-933410-01-2, ISBN 978-5-933410-01-0
29. Орловская область: карта области: М 1:200 000, схематический план города Орла (1997)
30. Пензенская область: карта области: М 1:200 000, план города Пензы: М 1:32 000 (1997)
31. Пермская область. Коми-Пермяцкий автономный округ: карта региона: М 1:200 000, планы городов: Пермь: М 1:50 000, Кудымкар: М 1:20 000 (2000) ISBN 5-93341-012-8, ISBN 978-5-93341-012-6
32. Псковская область: карта области: М 1:200 000, планы городов: Псков, Великие Луки, Изборск, Пушкинские горы (Пушкинский заповедник) (1998, 2000, 2001)
33. Ростовская область: карта области: М 1:200 000, план города Ростова-на-Дону (1998, 2000, 2001)
34. Рязанская область: карта области: М 1:200 000, план города Рязани: М 1:37 000 (1995, 2001) ISBN 5-93341-018-7, ISBN 978-5-93341-018-8
35. Самарская область: карта области: М 1:200 000, план города Самары: М 1:50 000 (1998, 2000)
36. Свердловская область: карта области: М 1:200 000, план города Екатеринбурга: М 1:25 000 (2000) ISBN 5-93341-015-2, ISBN 978-5-93341-015-7
37. Смоленская область: карта области: М 1:200 000, план города Смоленска: М 1:20 000 (1994, 2001) ISBN 5-93341-014-4, ISBN 978-5-93341-014-0
38. Ставропольский край: карта региона: М 1:200 000, схематический план города Ставрополя (1996, 2001)
39. Тамбовская область: карта области: М 1:200 000, план города Тамбова: М 1:60 000 (1998, 2001)
40. Республика Татарстан: карта республики: М 1:200 000, план города Казани: М 1:30 000, 1:17 000 (центр) (1998, 2000)
41. Тверская область: карта области: М 1:200 000, планы городов: Тверь: М 1:30 000, Вышний Волочек: М 1:50 000, Ржев: М 1:40 000 (2004) ISBN 5-93341-042-X, ISBN 978-5-93341-042-3
42. Тульская область: карта области: М 1:200 000, план города Тулы: М 1:30 500 (2002) ISBN 5-93341-037-3, ISBN 978-5-93341-037-9
43. Тюменская область. Ханты-Мансийский и Ямало-Ненецкий автономные округа: карты региона: М 1:200 000, 1:500 000, 1:1000 000, планы городов Тюмени и Тобольска: М 1:25 000 (2003) ISBN 5-93341-032-2, ISBN 978-5-93341-032-4
44. Удмуртская республика: карта республики: М 1:200 000, план города Ижевска: М 1:27 000 (2003) ISBN 5-93341-024-1, ISBN 978-5-93341-024-9
45. Ульяновская область: карта области: М 1:200 000, план города Ульяновска: М 1:40 000 (1997)
46. Челябинская область: карта области: М 1:200 000, планы городов: Челябинска, Копейска, Златоуста, Миасса, Магнитогорска: М 1:25 000, 1:30 000 (2001) ISBN 5-93341-028-4, ISBN 978-5-93341-028-7
47. Чувашская республика: карта республики: М 1:200 000, план города Чебоксары: М 1:20 000 (2003) ISBN 5-93341-027-6, ISBN 978-5-93341-027-0
48. Ярославская область: карта области: М 1:200 000, планы городов: Ярославля, Ростова, Переславля-Залесского, Углича, Рыбинска: М 1:18 000—1:37 000 (2002) ISBN 5-93341-026-8, ISBN 978-5-93341-026-3